# Barpa Langass
Der Steinhügel von Barpa Langass (auch Barpa Langais) liegt auf dem Hügel Ben Langass an der Südseite der A867 bei Clachan auf der Hebrideninsel North Uist. 
Die Anlage ist als Scheduled Monument geschützt. Sie ist nicht zu verwechseln mit Dun Bharpa, einem ebenfalls sehr großen Cairn auf der Hebrideninsel Barra.

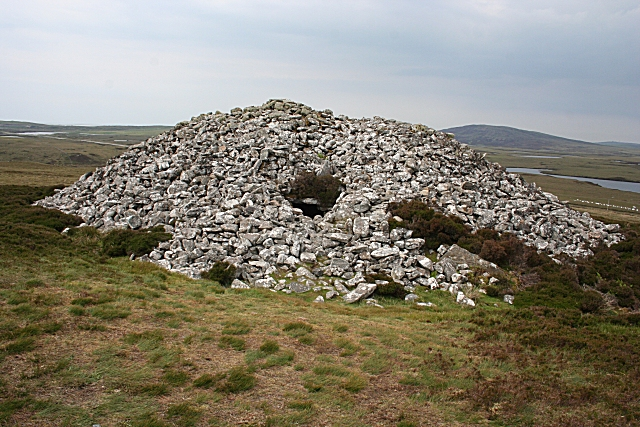
Barpa Langass

## Beschreibung
Der runde Steinhügel hat etwa 25,0 m Durchmesser und ist vier Meter hoch. Seine niedrigen Randsteine sind insbesondere auf der Nordseite weitgehend in situ erhalten. In dem zerflossenen Hügel sind auf der Ostseite, vor dem Zugang zur Kammer des Passage Tombs vom Orkney-Cromarty- (OC) oder Orkney-Cromarty-Hebriden-Typs, die Spuren eines tiefen V-förmigen Vorhofs erhalten. Der mit flachen Platten gedeckte Gang ist etwa vier Meter lang. Er weitet sich auf, bevor er in eine ovale Kammer übergeht, die intakt ist und von drei großen Platten bedeckt wird. Die Kammer ist jedoch nicht zugänglich. 
Im Norden, am Hang des Mharrogh Hill, liegt der gut erhaltene Cairn von South Clettraval oder Tigh Cloiche. In dem runden Steinhügel von 24 m Durchmesser und mehr als vier Metern Höhe liegt ein zugängliches Passage Tomb mit runder Kammer.

## Umgebung
An der südwestlichen Seite des Hügels liegt der ovale Steinkreis Pobull Fhinn.